# Jules Alberoni
Pour les articles homonymes, voir Alberoni.
Jules Alberoni, en italien Giulio Alberoni, né le 21 mai 1664, mort le 26 juin 1752, est un prêtre italien, homme d'État au service du roi d'Espagne Philippe V. Il est créé cardinal en 1717.

## Biographie
Giulio Alberoni naît le 21 mai 1664 à Plaisance, dans le duché de Parme et Plaisance (dans l'actuelle province de Plaisance, en Émilie-Romagne), et non à Fiorenzuola d'Arda comme l'ont par la suite supposé certains historiens,,. Il est baptisé le jour même dans la paroisse de Santi Nazaro e Celso. Son père, Giovanni degli Alberoni, est un très pauvre jardinier. Sa mère est Laura Ferrari.
Son père meurt lorsqu'il a dix ans. Giulio travaille comme jardinier, puis comme sonneur de cloches, puis comme sacristain. À quatorze ans, il apprend à lire et à écrire. Il acquiert des rudiments de latin et d'humanités. En 1680, il étudie la philosophie chez les jésuites de San Pietro, à Plaisance. Vers 1690 (on ignore la date), il est ordonné prêtre.
En janvier 1691, il devient curé de Santi Nazaro e Celso, sa paroisse de baptême. Peu après, Giorgio Barni, l'évêque de Plaisance, en fait le précepteur de son neveu, le comte Giambattista Barni. De 1696 à 1698, Alberoni est avec son élève à Rome. C'est là qu'il apprend le français, langue qui va lui être précieuse dans sa carrière.
En 1702, durant la guerre de Succession d'Espagne, le duc de Parme François Farnèse le charge d'une mission auprès du duc Louis-Joseph de Vendôme, commandant des forces françaises en Italie. C'est le début de sa fortune. Il sait plaire à Vendôme autant par son esprit vif et enjoué que par ses « basses flagorneries ». En 1703, il est  chanoine de la cathédrale de Parme. En 1706, lorsque les troupes françaises se retirent d'Italie, Vendôme en fait son secrétaire. Alberoni le suit en France, puis en Hollande, puis, en 1711, en Espagne. Vendôme le charge de messages secrets auprès de Philippe V. Il le recommande au roi d'Espagne en termes avantageux. Vendôme meurt en 1712. En 1713, le duc de Parme élève Alberoni à la dignité de comte, et en fait son agent consulaire à Madrid.
D'après certains de ses contemporains, notamment le mémorialiste Saint-Simon, l'ascension sociale d'Alberoni aurait pour origine sa relation homosexuelle avec le duc de Vendôme. Quelques années plus tard, en 1720, Alberoni devra d'ailleurs comparaître devant le Tribunal de l’Église, à Rome, et aura à répondre d'une accusation de sodomie. La princesse palatine Élisabeth-Charlotte de Bavière l'accusera quant à elle dans ses lettres de pédérastie (à comprendre au sens d'homosexualité).
La reine, Marie-Louise-Gabrielle de Savoie, meurt le 14 février 1714. Des biographes attribuent à Alberoni le choix de la nouvelle reine d'Espagne : c'est lui qui aurait proposé le nom d'Élisabeth Farnèse, nièce du duc de Parme, à la princesse des Ursins, en lui cachant le caractère bien trempé de la jeune fille. Le mariage se fait dès septembre. Selon certains, Alberoni ne serait pas étranger non plus à la disgrâce de madame des Ursins.
Après la disgrâce du cardinal et vice-roi Francesco del Giudice, Alberoni est nommé Premier ministre d'Espagne en juillet 1716.
En juillet 1717, le pape le nomme également cardinal pour Saint-Chrysogone, sous la pression de Philippe V d'Espagne et de la famille Farnèse. Alberoni forme dès lors de vastes desseins, aussi bien en faveur de l'Espagne que du duché de Parme et souhaite placer Philippe V sur le trône de France. Il déclenche alors la guerre de la Quadruple-Alliance, mais une coalition réunissant le duc d'Orléans (alors régent et aux rênes de la France), le roi d'Angleterre, les Provinces-Unies et le Saint-Empire romain germanique bat l'armée espagnole à plusieurs reprises. Ils font alors savoir qu'ils n'accorderont la paix à Philippe V qu'à la condition qu'Alberoni soit renvoyé. Le premier ministre reçoit en conséquence l'ordre de quitter l'Espagne le 5 décembre 1719.
Alberoni rentra en Italie puis erra de ville en ville parce qu'il était recherché sur ordre du pape Clément XI, lequel était son ennemi. Après la mort de Clément XI, il se rendit à Rome, où il participa à l'élection du pape Innocent XIII qui fit examiner sa conduite à la demande de l'Espagne. Il fut enfermé pendant quatre ans dans un couvent, mais dès 1723, il fut rétabli dans tous ses droits de cardinal. Il jouit même d'une assez grande faveur à la cour de Rome, allant jusqu'à se présenter en 1724 à l'élection pontificale (il obtint dix votes) qui vit l'élection de Benoît XIII. Clément XII, élu en 1730, le nomma légat apostolique à Ravenne d'où il tenta l'annexion de la république de Saint-Marin, désapprouvée par le Saint-Siège. Il fut remplacé en 1740 et il se retira à Plaisance. Il y fonda le collège Alberoni, qui existe encore, destiné alors à la formation au sacerdoce des jeunes gens d'origine modeste.
Il meurt dans son palais de Plaisance le 26 juin 1752. Il repose à Plaisance, dans l'église du collège de San Lazzaro, qu'on appelle aujourd'hui San Lazzaro Alberoni.

## Portrait

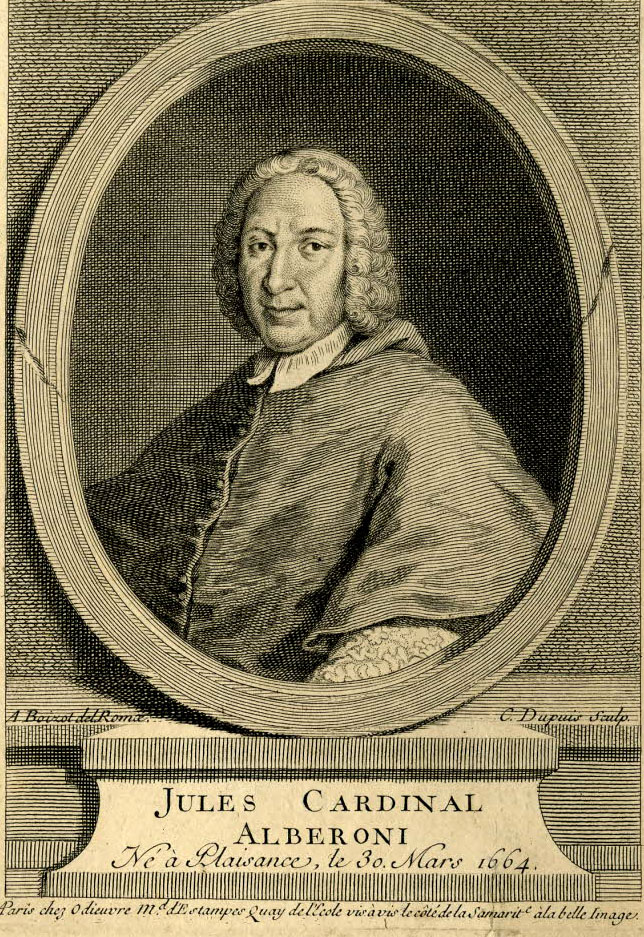
Le cardinal Alberoni.

« Une stature courte et ronde, dit Hœfer, une tête énorme, un visage d'une largeur démesurée, un nez camus, des lèvres pincées lui donnaient au premier aspect quelque chose de grotesque ; mais, dès que cette masse déplaisante venait à s'animer, on n'était plus frappé que de la noblesse de son regard, du prestige de son élocution et du son enchanteur de sa voix. Le même contraste se retrouvait entre ses inclinations naturelles et le rôle étrange auquel l'ambition l'avait conduit : né pour les plaisirs et l'indolence, il s'accoutuma à travailler seize à dix-huit heures par jour, et à ne faire qu'un seul repas d'une frugalité de cénobite. »

## Correspondance
- Lettre à l'avocat Charles Ponthon d'Amécourt, rédigée à Lovendegem, datée du 24 juillet 1708, publiée le 7 août dans la Gazette d'Amsterdam[18].
- Lettres intimes de J. M. Alberoni, adressées au comte I. Rocca, ministre des finances du duc de Parme, publiées d'après le manuscrit du collège de S.-Lazaro Alberoni par Émile Bourgeois, Paris, Masson, 1893, gr. in-8, LIII-701 p. (période 1703-1746). Annales de l'université de Lyon, t. IV[19].